# Kostel svatého Augustina (Sovinec)
Kostel svatého Augustina v obci Sovinec (část obce Jiříkov (okres Bruntál) je filiální kostel postavený v letech 1844–1845 a kulturní památka České republiky.

## Historie
Hrad Sovinec byl založen na konci 13. století. V letech 1651–1655 byla v areálu hradu postavena kaple sv. Augustina a byla vysvěcená v roce 1655 olomouckým biskupem Janem Gobarem. V letech 1844–1845 byl postaven velmistrem řádu německých rytířů arcivévodou Maxmiliánem III. Josefem d'Este (1782–1863) na jižním předhradí kostel zasvěcený sv. Augustinovi.
Kostel patří pod Děkanát Bruntál.

## Popis
Jednolodní podélná empírová stavba ukončená půlkruhovým kněžištěm, které je zaklenuto kazetovou kopulí. V bočních fasádách lodi jsou proražena půlkruhová nízká okna. Fasáda je členěna pásovou rustikou. Průčelí je rámováno širokými pilastry s obdélníkovým vchodem, štít průčelí je zakončen jednoduchým trojúhelníkovým tympanonem.
Před kostelem u vchodu se nachází barokní socha sv. Jana Nepomuckého, kterou vytvořil sochař Jiří Antonín Heinz v letech 1728–1729, na popud hejtmana Heinricha Biuka z Genrstenfeldu. Na druhé straně vchodu je kamenný kříž z 19. století

### Zvonice
Osmiboká zvonice byla přistavěna ke kněžišti. Je postavena v místě bývalé osmiboké dělostřelecké věže, která byla poničena za třicetileté války.
Zvonice má sedm pater, ve kterých se nachází muzeum s expozicemi řádu německých rytířů, historie hradu, období druhé světové války, věžních hodin. Sedmé patro je zvonice s vyhlídkou.  Jeden ze zvonů je z roku 1913, který byl ulit Maxem Samassou ve Vídni, je zdoben reliéfem Madony s dítětem. Další zvon Evžen byl odlit ve zvonařské dílně manželů Dytrychových a slavnostně vysvěcen a zavěšen 10. září 2005 u příležitosti 50. výročí úmrtí arcivévody Evžena Habsburského.

### Interier
Vnitřní zdi lodi jsou členěny pilastry s průběžnými římsami. V kostele je umístěn klasicistní hlavní oltář, boční oltář s obrazem Malé kalvárie od malíře Františka Springera z roku 1855. Na bočních stěnách jsou zavěšeny obrazy Křížové cesty. Kruchta je vybavena funkčními varhany.